# National September 11 Memorial & Museum
El 9/11 National Memorial, también conocido como National September 11 Memorial & Museum, o simplemente Monumento Nacional al 11-S o Monumento Nacional y Museo al 11-S es un museo en el Bajo Manhattan, Nueva York que recuerda a las víctimas de los atentados del 11 de septiembre de 2001 y el atentado del World Trade Center de 1993. El centro está ubicado en el sitio del World Trade Center, en la misma ubicación de las Torres Gemelas destruidas en los ataques del 11 de septiembre de 2001. El World Trade Center Memorial Foundation cambió de nombre a National September 11 Memorial & Museum at the World Trade Center en 2007. El National September 11 Memorial & Museum en el World Trade Center es una fundación sin fines de lucro para obtener fondos, y operar el monumento y el museo en el sitio del World Trade Center. 
Un monumento temporal fue colocado justo después de los ataques al World Trade Center para recordar a las víctimas y a los héroes caídos durante el atentado. El ganador del diseño para la competencia del World Trade Center Site Memorial fue el arquitecto israelí-estadounidense Michael Arad de Handel Architects, una firma de San Francisco y Nueva York. Arad trabajó con la firma de arquitectura paisajista Peter Walker and Partners en el diseño en el que lo llaman 'bosque de árboles' con dos piscinas gemelas en el centro, en los cimientos donde alguna vez estuvieron las Torres Gemelas. El diseño es consistente al original de Daniel Libeskind, en la que el monumento conmemorativo sería 9 metros bajo el nivel de la calle (originalmente 21 metros) en una plaza. El diseño fue el único finalista de los requerimientos de Libeskind en la que se incluían los cimientos de las Torres Gemelas.
En el lugar también se recuerdan a las víctimas del atentado de 1993 que ocurrió en el subsuelo del World Trade Center, ya que el memorial de este atentado estaba en la plaza del World Trade Center original y que fue destruido tras los atentados del 11 de septiembre del 2001.
El memorial fue inaugurado en 2011, mientras que el museo fue inaugurado en 2014.

## Museo

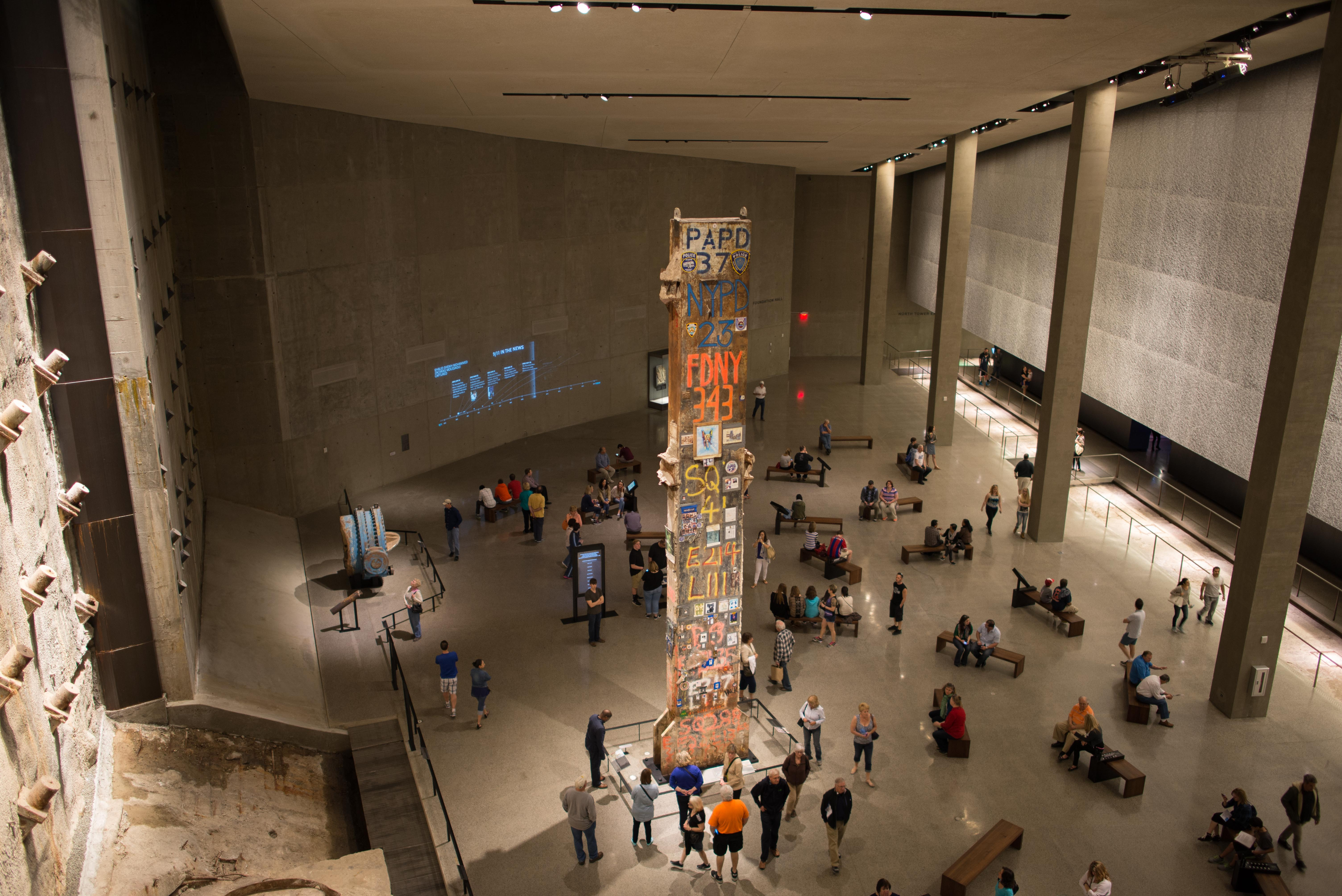
Salón principal del museo, mostrando la Última Columna en el centro y la Pared de Lodo original de la "Bañera" que rodea los cimientos a la izquierda

El Museo del 11 de septiembre fue inaugurado el 15 de mayo de 2014, y abierto al público el 21 de mayo. Su colección incluye más de 40,000 imágenes, 14,000 artefactos, más de 3,500 grabaciones orales y más de 500 horas de video.

### Historia
El museo subterráneo cuenta con artefactos del 11 de septiembre de 2001, incluido acero de las Torres Gemelas (como la Última Columna, la última pieza de acero en dejar Ground Zero en mayo de 2002).
En diciembre de 2011, la construcción del museo se detuvo temporalmente debido a disputas entre la Autoridad Portuaria de Nueva York y Nueva Jersey y la Fundación del Memorial y Museo Nacional del 11 de septiembre sobre la responsabilidad de los costos de infraestructura. El 13 de marzo de 2012, comenzaron las conversaciones sobre el tema, y la construcción se reanudó el 10 de septiembre de 2012. Después de varios informes de apertura falsos, se anunció que el museo abriría al público el 21 de mayo de 2014.
El museo fue inaugurado el 15 de mayo de 2014. Estuvieron presentes una variedad de dignatarios, desde el presidente Barack Obama, el expresidente Bill Clinton, la ex secretaria de Estado Hillary Clinton y el gobernador de Nueva York Andrew Cuomo hasta los exalcaldes David Dinkins, Rudy Giuliani y Michael Bloomberg y el entonces alcalde Bill de Blasio. Durante la ceremonia de una hora, LaChanze cantó "Amazing Grace", que dedicó a su esposo Calvin Gooding, quien murió en el ataque al World Trade Center. Durante los cinco días entre su inauguración y la apertura al público, más de 42,000 primeros auxilios y familiares de las víctimas del 9/11 visitaron el museo.
Se llevó a cabo una ceremonia de apertura para el museo el 21 de mayo, durante la cual 24 policías y bomberos desplegaron la restaurada 30 pies (9,1 m) bandera nacional del 9/11 antes de ser llevada al museo para su exhibición permanente. Las puertas que rodeaban el museo fueron retiradas, marcando su primera remoción desde los ataques. Las entradas del día de apertura se agotaron rápidamente. A pesar de que el diseño del museo busca evocar recuerdos sin causar angustia adicional, hubo consejeros disponibles durante su apertura debido al gran número de visitantes.

## Galería

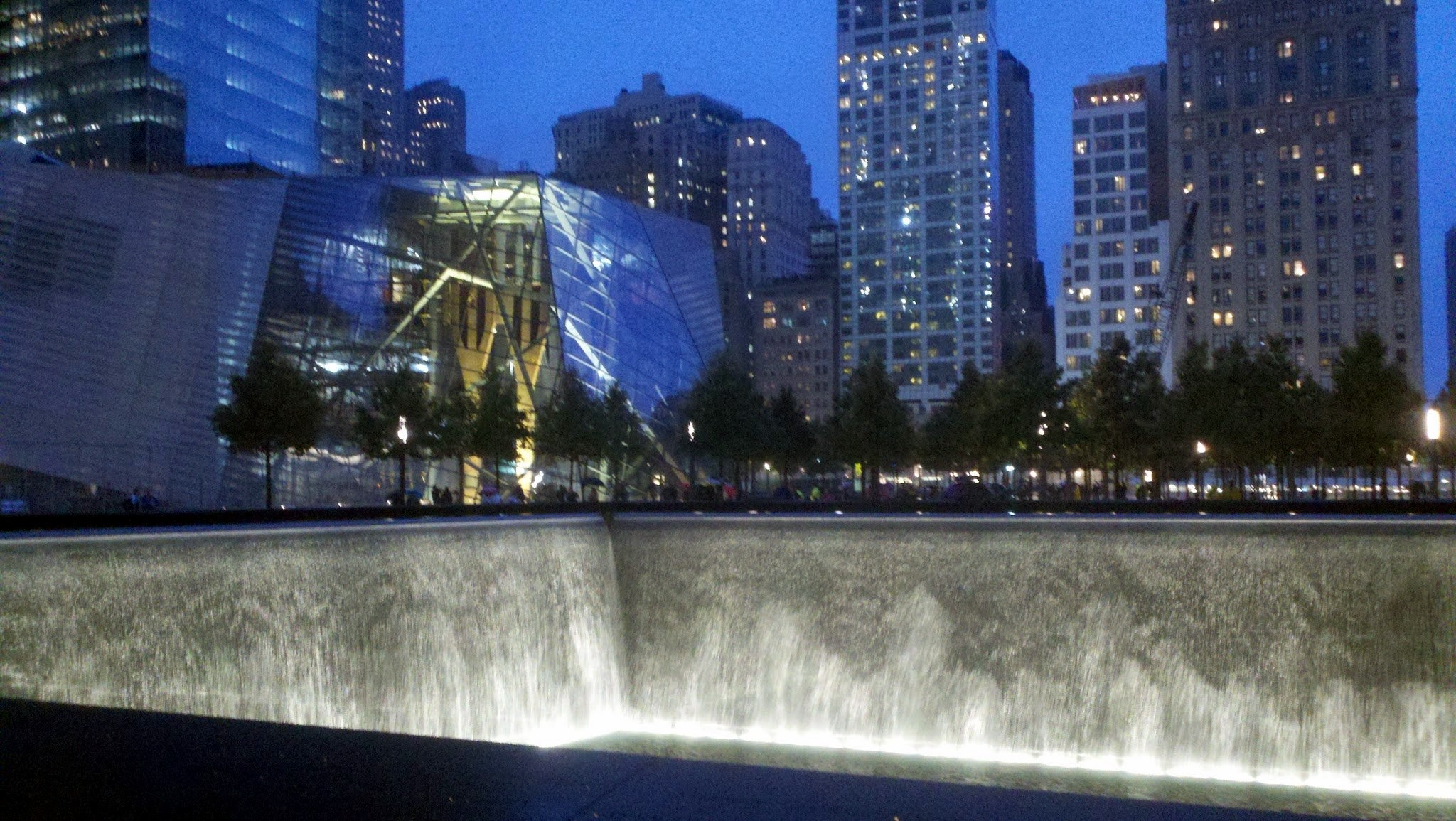
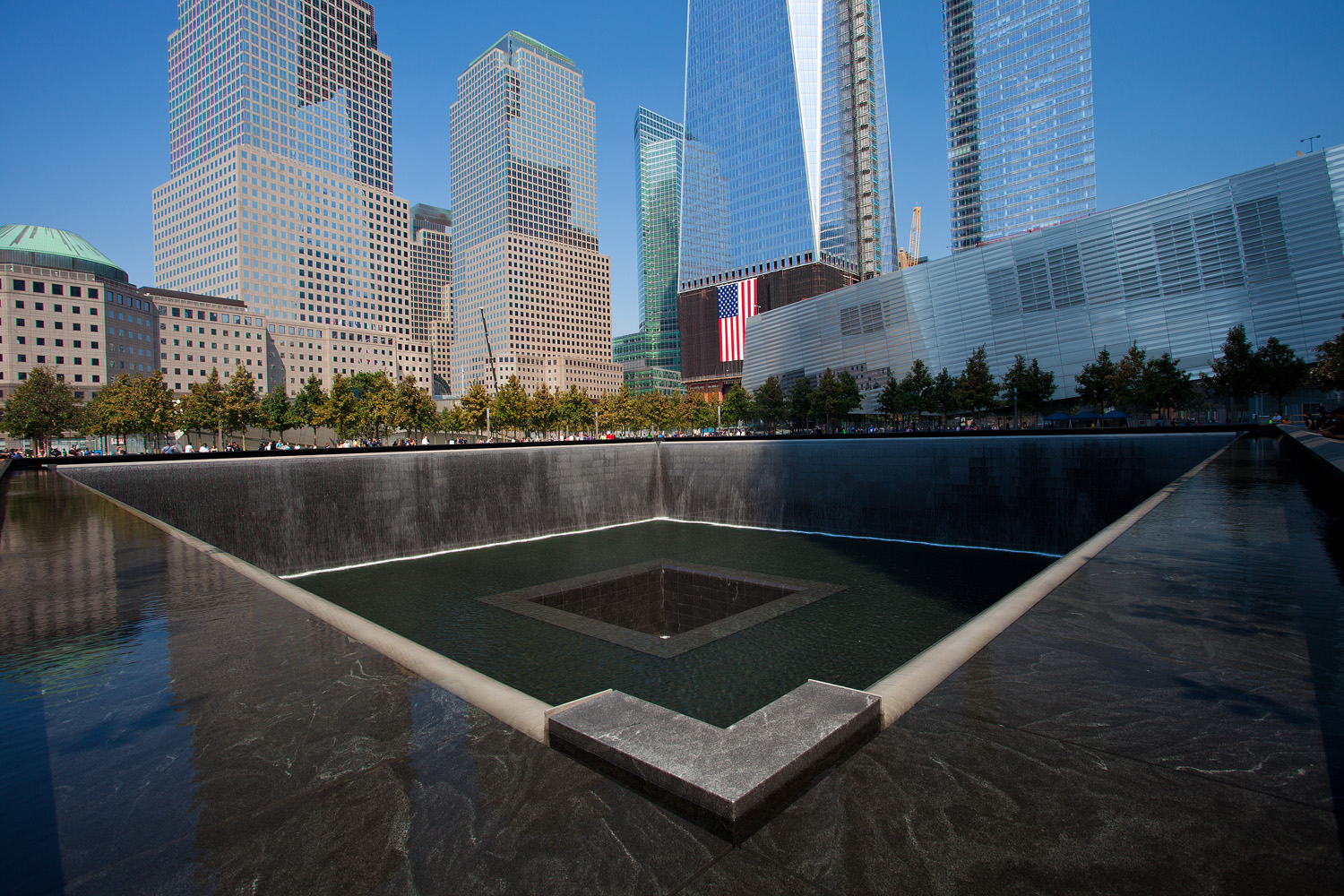
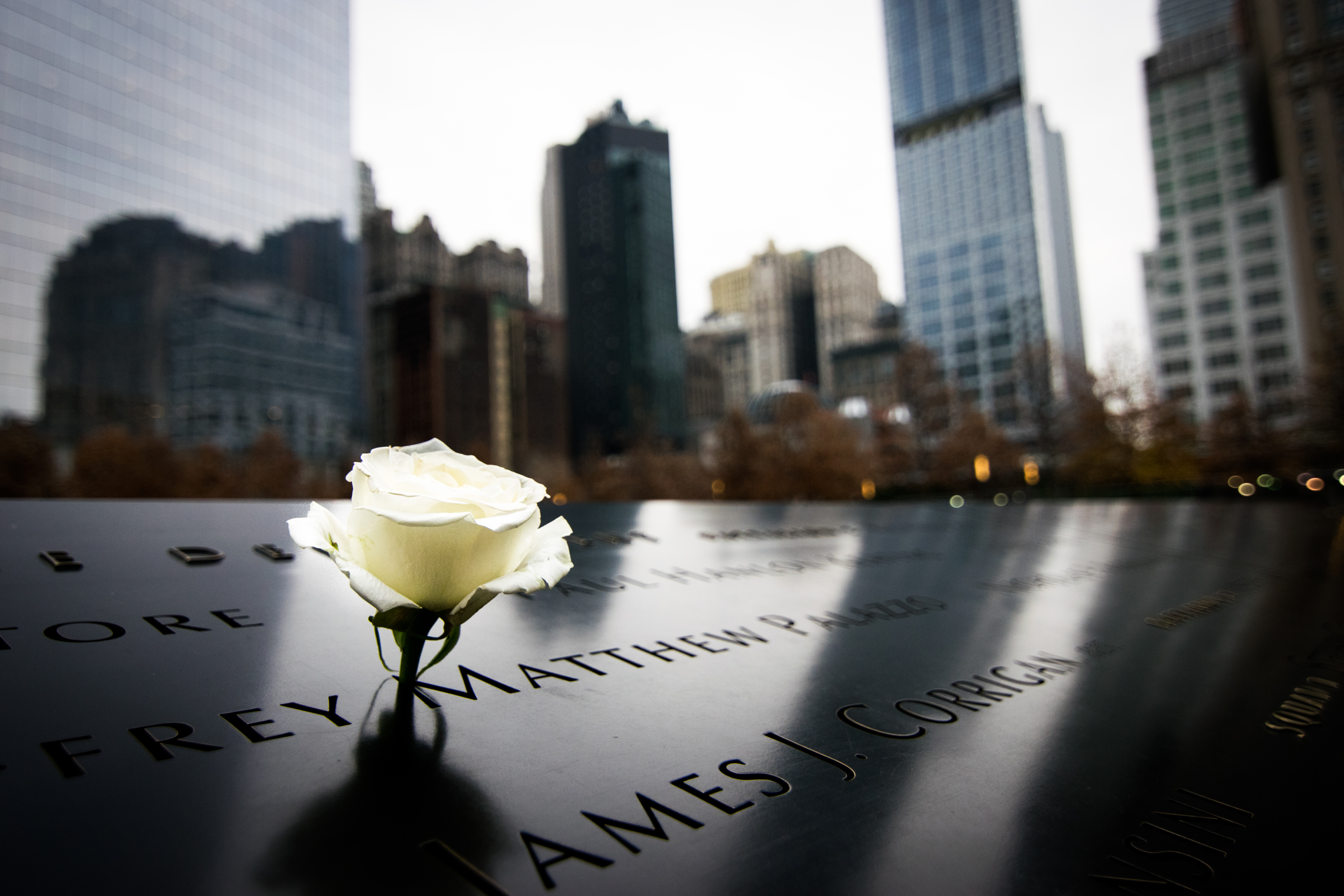
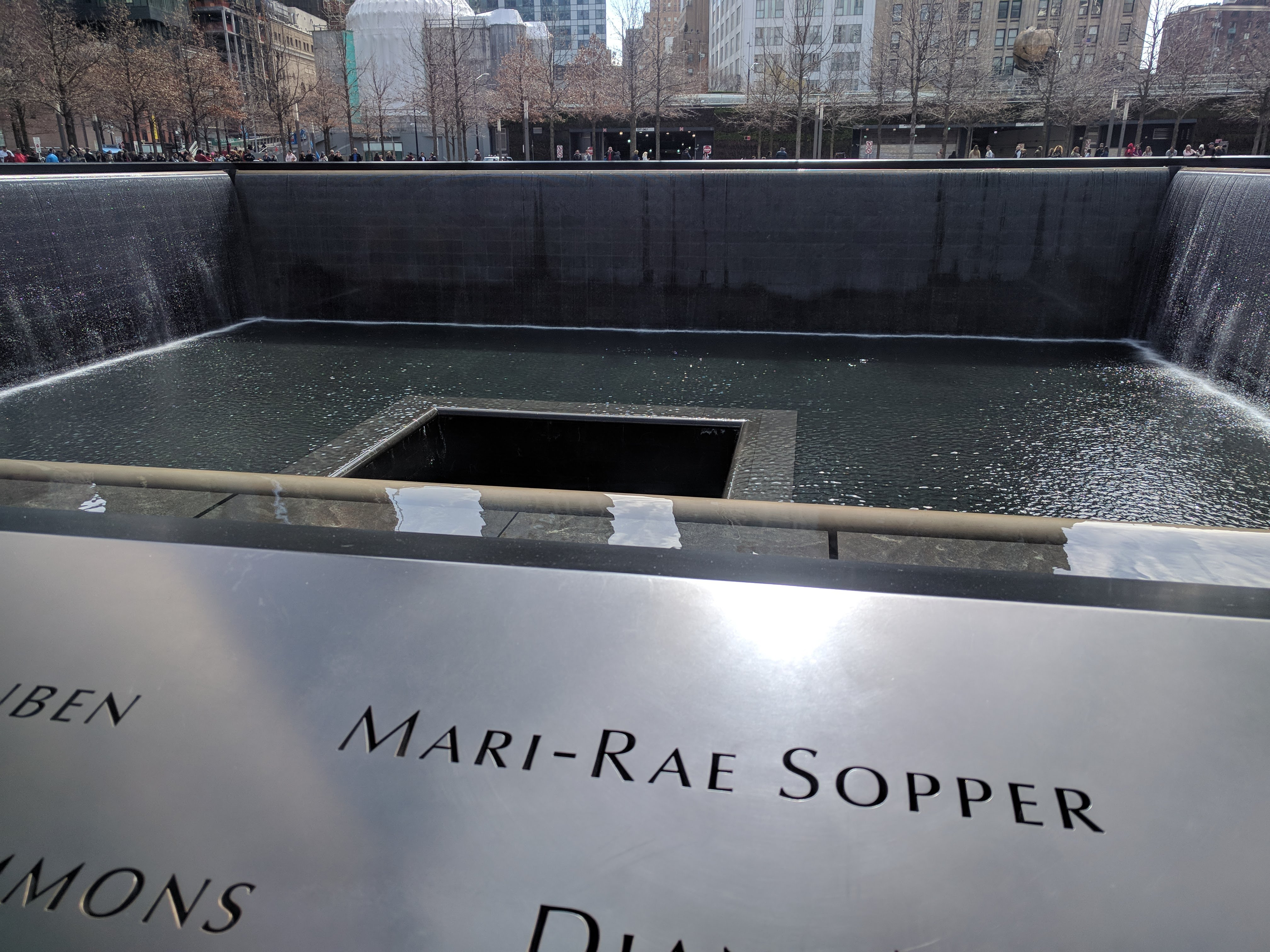
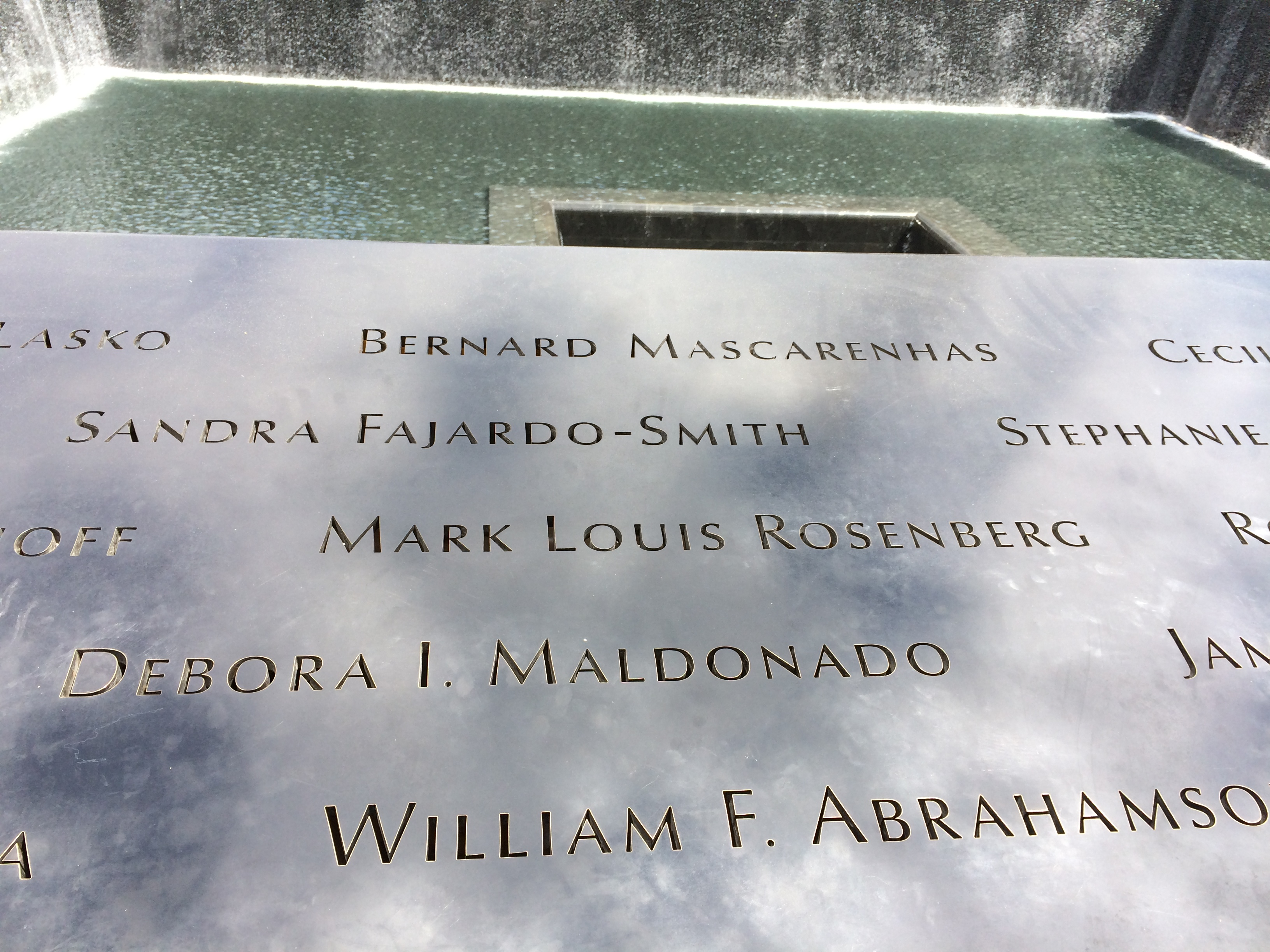
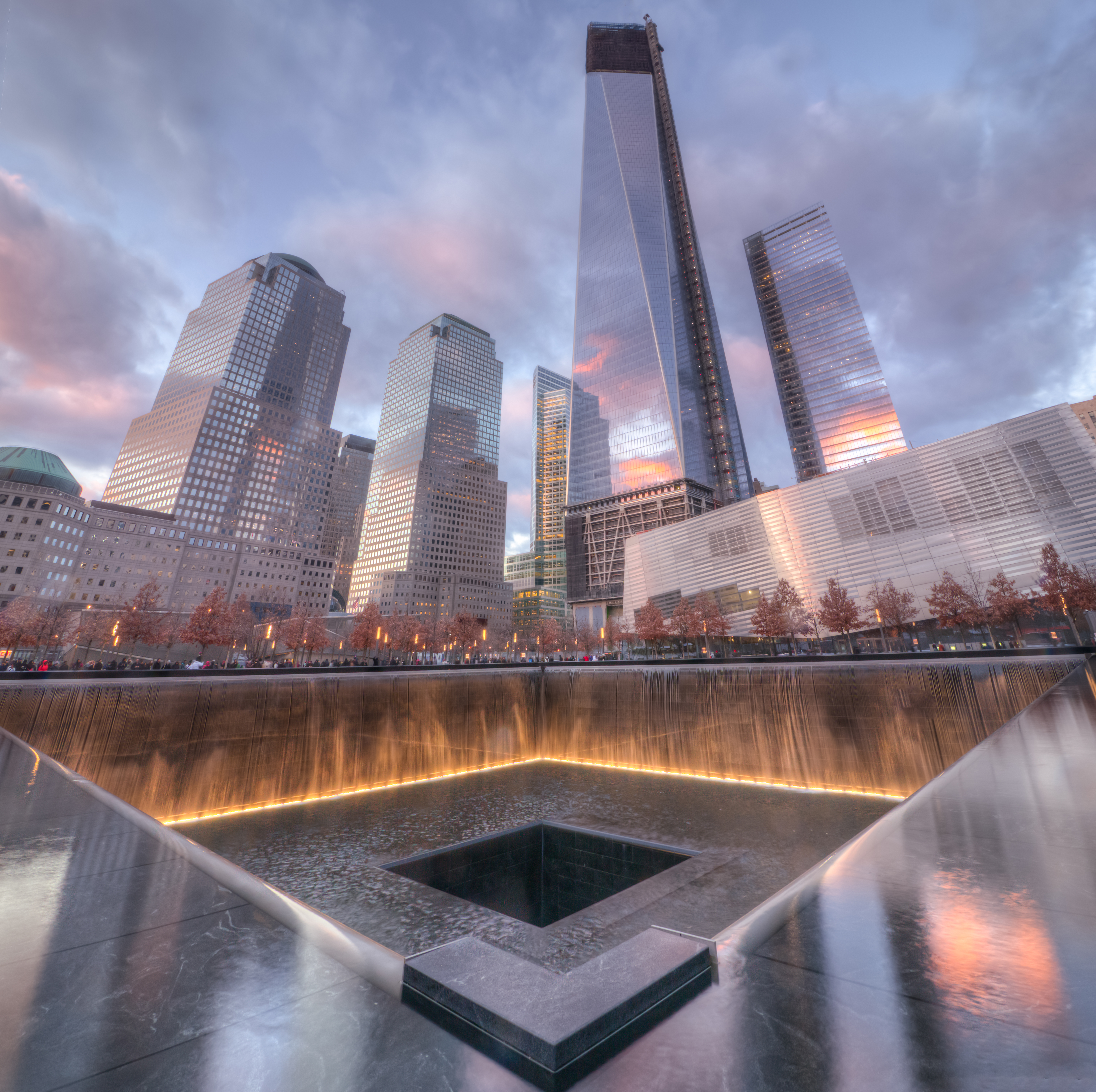
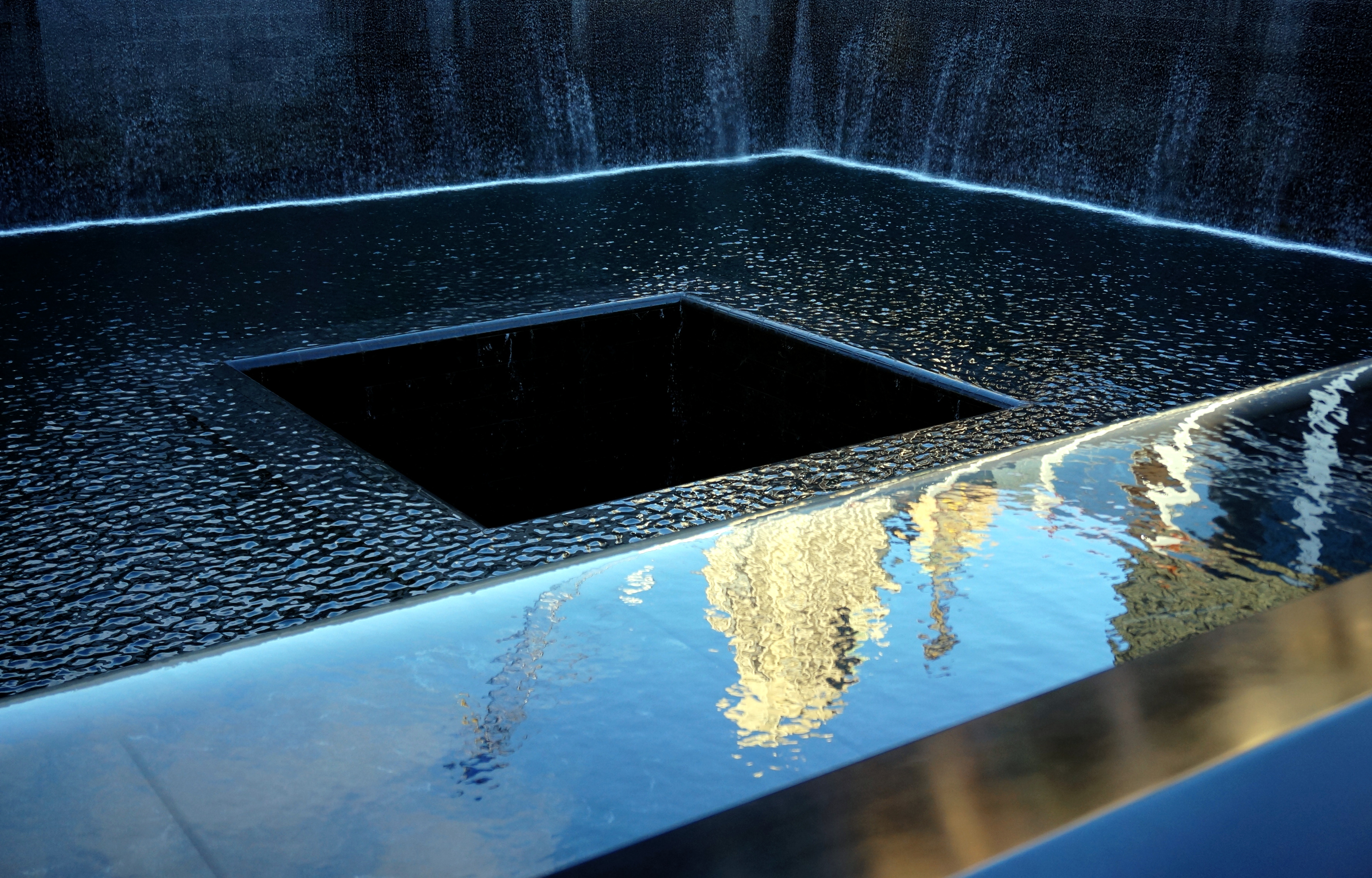
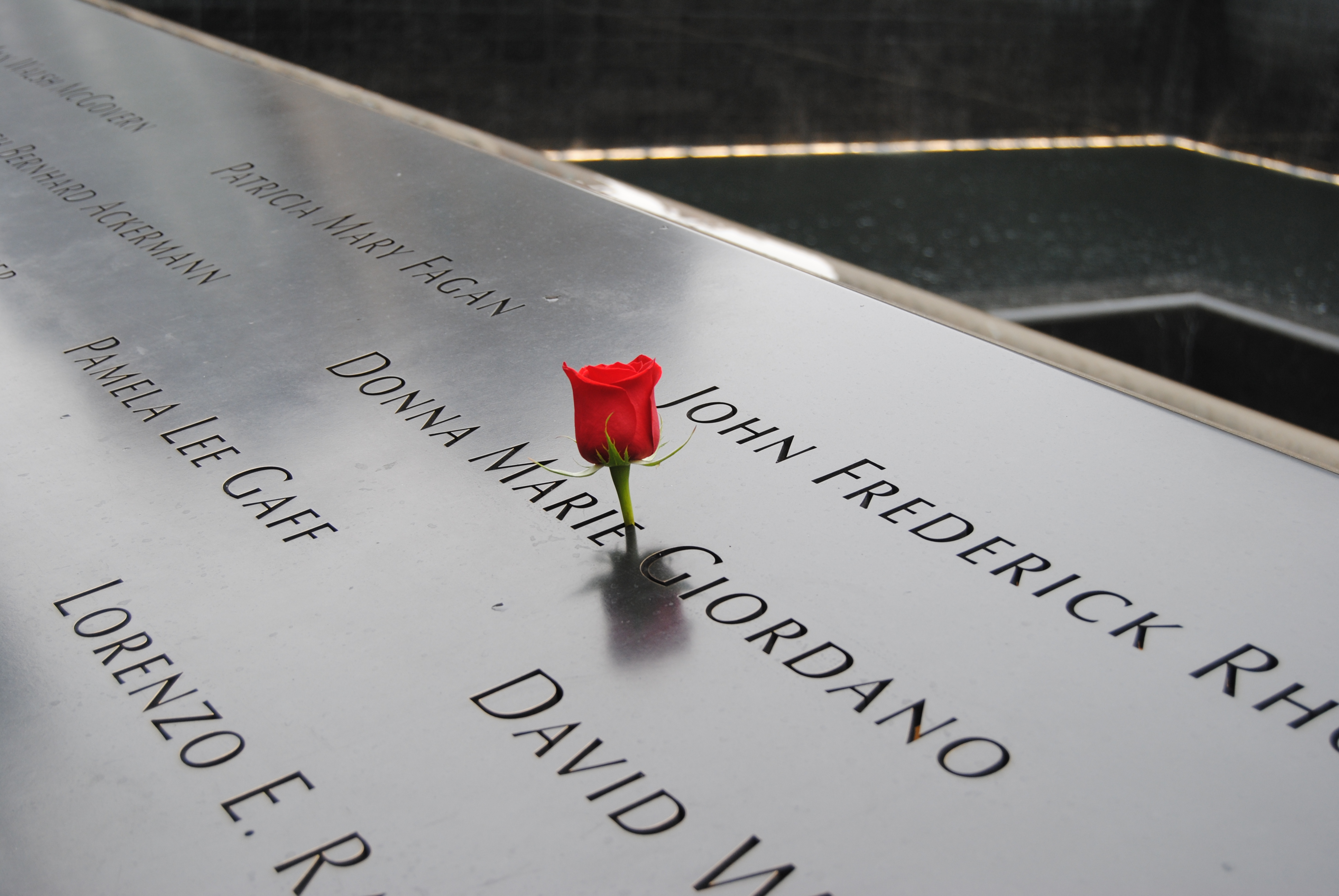
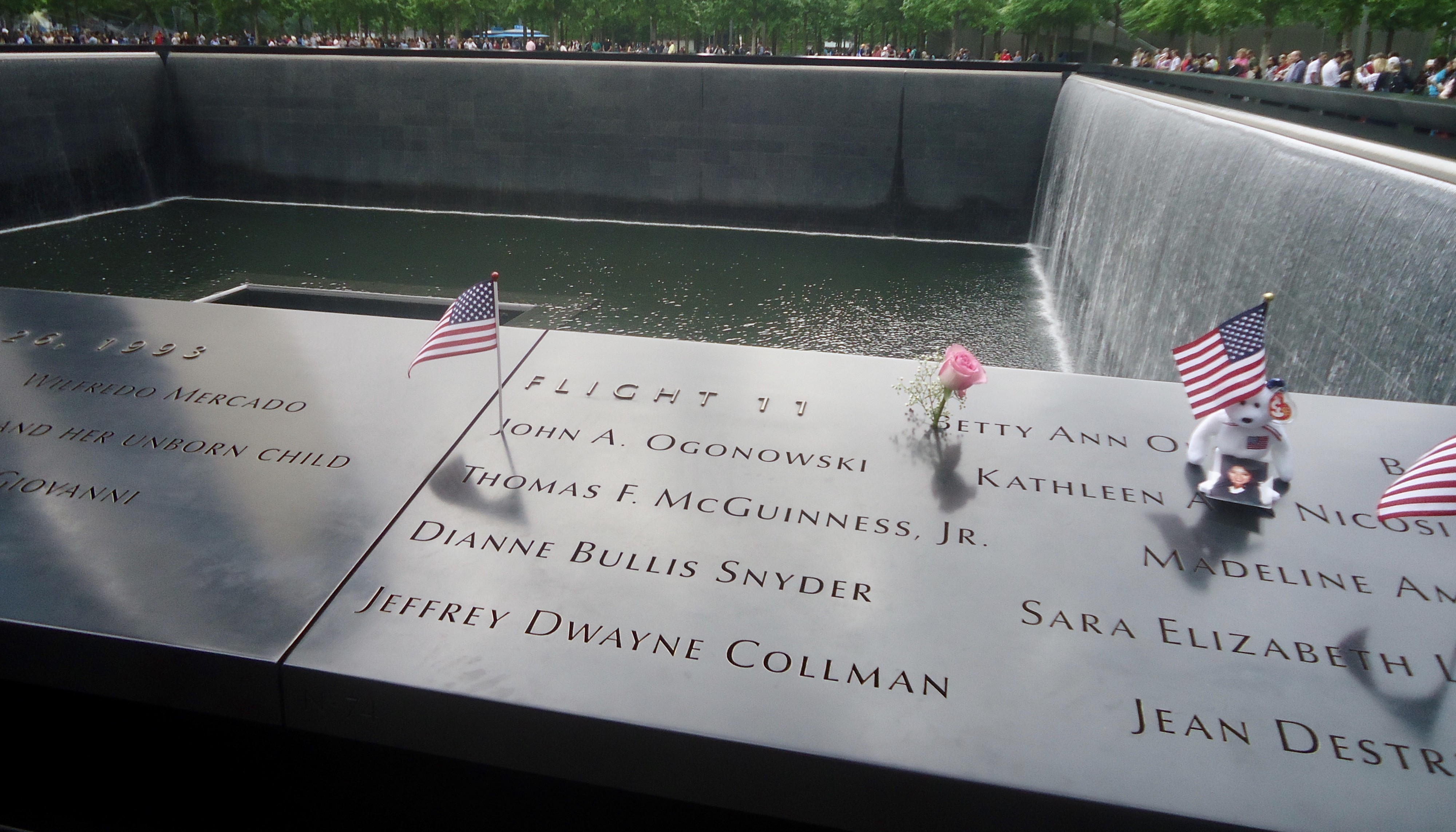
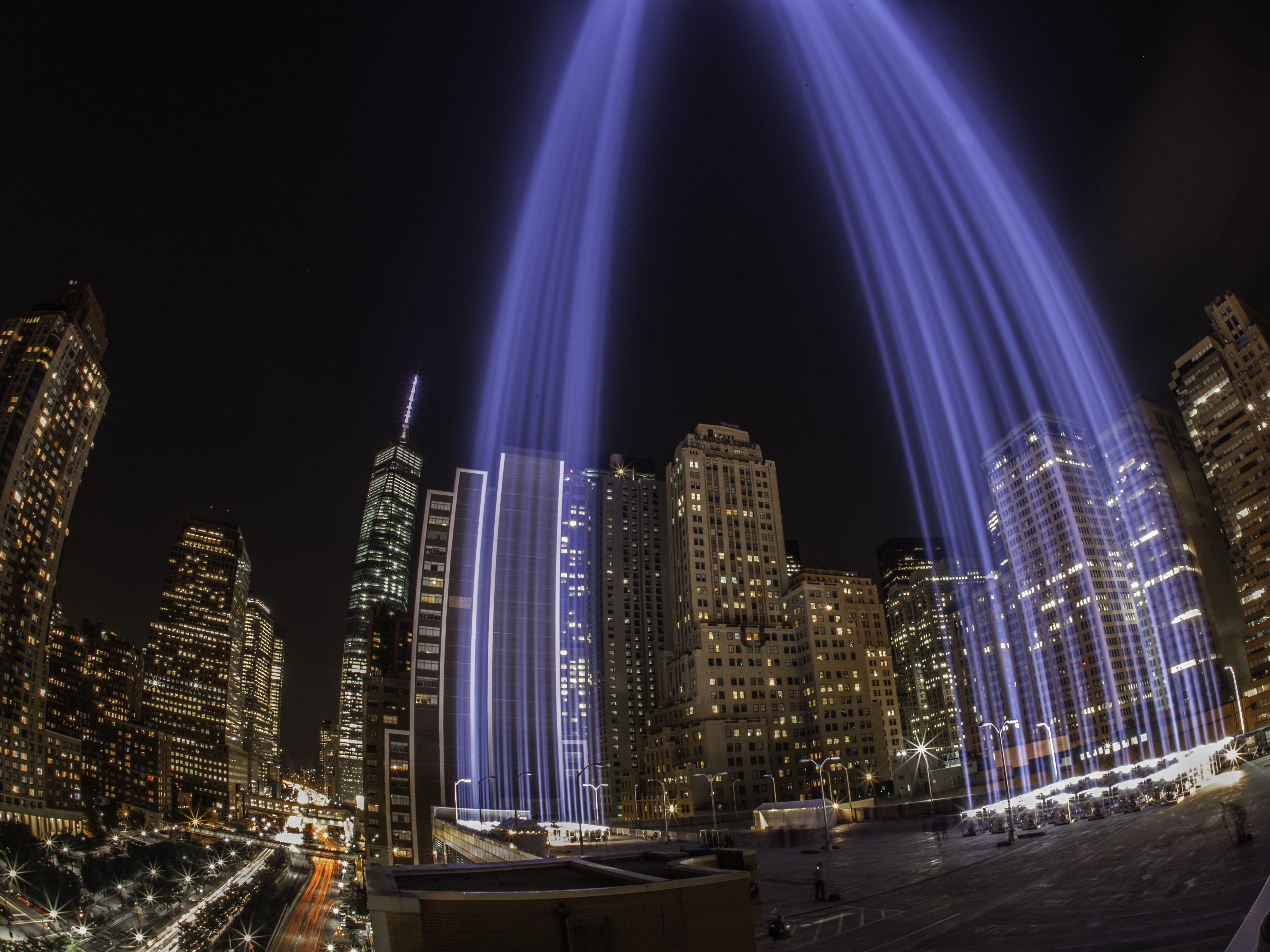
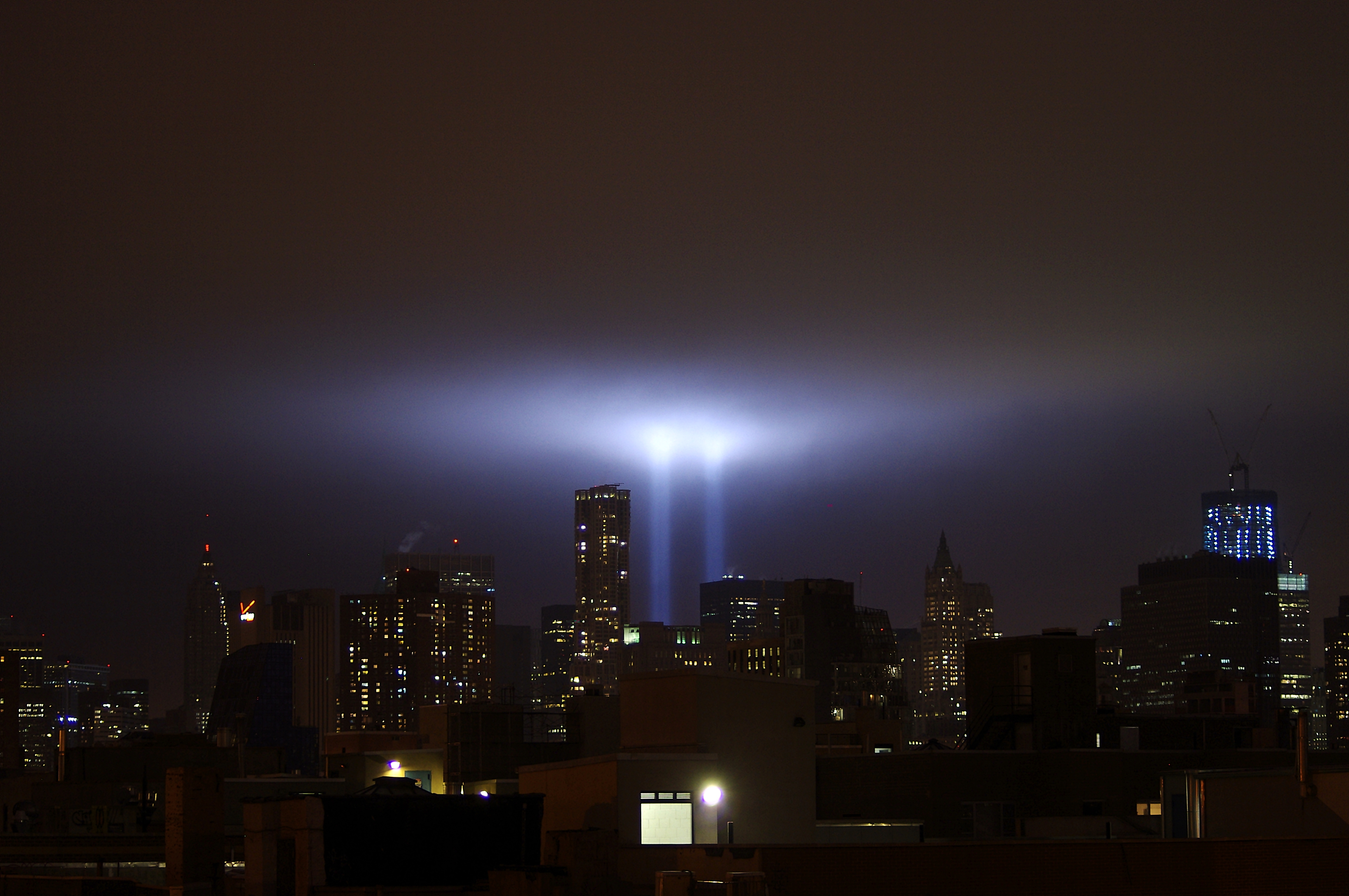
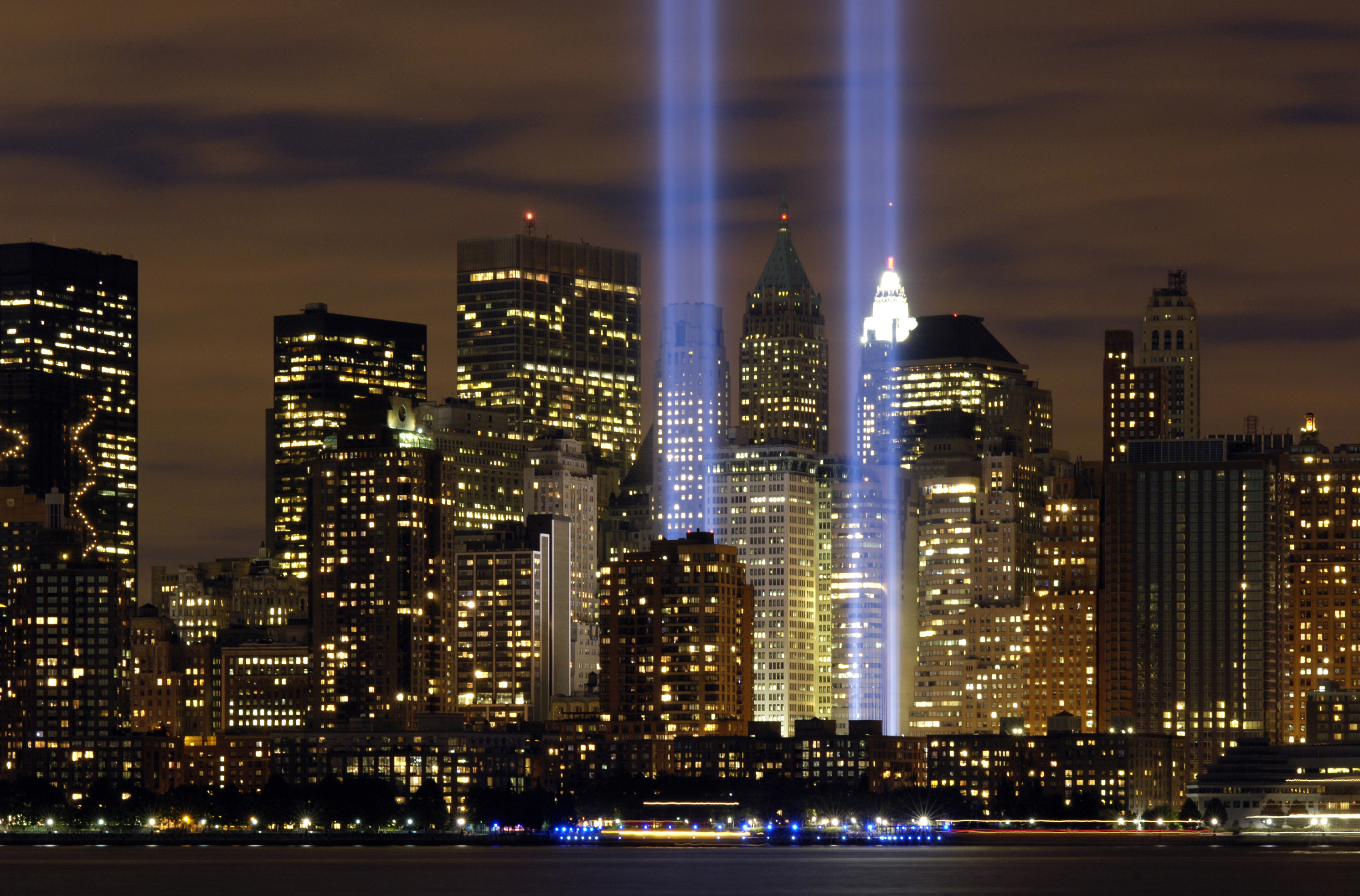

### Panorámicas

Panorámica del National September 11 Memorial North Pool